# Rio Grande (film, 1950)
Pour les articles homonymes, voir Rio Grande.
Pour plus de détails, voir Fiche technique et Distribution.

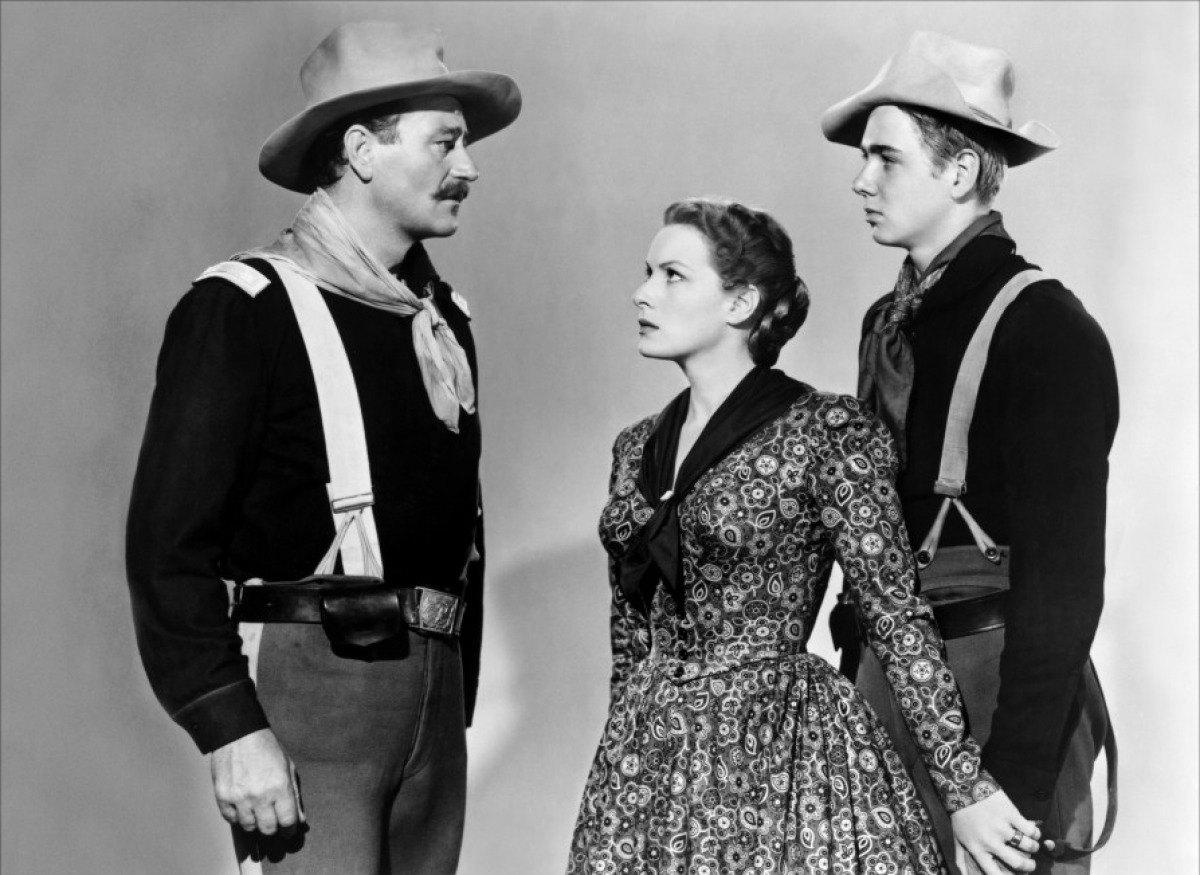
John Wayne, Maureen O'Hara et Claude Jarman Jr.

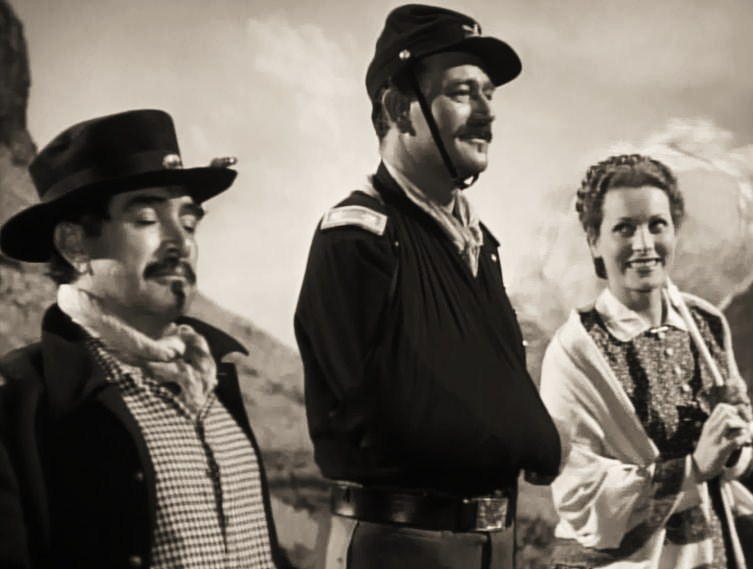
J. Carrol Naish, John Wayne et Maureen O'Hara.

Rio Grande est un western américain de John Ford, sorti en 1950. Il s'agit du dernier volet de la trilogie que le réalisateur consacra à la cavalerie américaine — après Le Massacre de Fort Apache (1948) et La Charge héroïque / She Wore a Yellow Ribbon (1949) — dans laquelle John Wayne joue à chaque fois.

## Synopsis
En 1879, une patrouille de la cavalerie américaine rentre dans sa garnison d'attache au Texas, mal en point après avoir livré combat contre des Indiens. Le lieutenant-colonel Kirby Yorke (John Wayne) qui la commande, enrage de n’avoir pu poursuivre l’ennemi qui s’est réfugié au Mexique, de l’autre côté du Rio Grande. Bientôt une autre difficulté survient. En effet, son fils Jefferson (Claude Jarman Jr.), dont il apprend l’échec à l'examen d’entrée à West Point, est entré dans le régiment commandé par Kirby Yorke en tant que simple soldat. Peu après, l'épouse de Kirby Yorke et mère du jeune Jefferson Yorke, Kathleen (Maureen O'Hara) arrive au fort avec la détermination d'arracher son fils à l'armée.
Le film illustre un aspect de la conquête de l’Ouest. La cavalerie américaine repousse vers l’ouest et le sud les tribus autochtones, les Apaches. La scène finale célébrant la victoire montre l’épouse du commandant de l’unité esquissant des pas de danse sur une musique militaire. Cette musique est "Dixie's Land" l'hymne des Confédérés. Sheridan (J. Carrol Naish), général nordiste, se désignant de la main aux autres interloqués, a peut-être demandé de jouer ce morceau pour la femme sudiste de Yorke, Kathleen.

## Fiche technique
- Titre original : Rio Grande
- Titre français : Rio Grande
- Réalisation : John Ford
- Scénario : James Kevin McGuinness d'après une nouvelle de James Warner Bellah
- Direction artistique : Frank Hotaling
- Costumes : Adele Palmer
- Décors : John McCarthy Jr. et Charles S. Thompson
- Photographie : Bert Glennon et Archie Stout (seconde équipe)
- Son : Earl Crain Sr et Howard Wilson
- Production : Merian C. Cooper et John Ford
- Musique : Victor Young
- Montage : Jack Murray
- Société de production : Argosy Pictures
- Sociétés de distribution :  Republic Pictures ;  Les Films Fernand Rivers
- Pays de production :  États-Unis
- Langue : anglais
- Format : noir et blanc — 35 mm — 1,37:1 — son Mono (RCA Sound System)
- Genre : western
- Durée : 105 minutes
- Dates de sortie : 
  - États-Unis : 15 novembre 1950
  - France : 17 août 1951
- Affiches : Macario Gómez Quibus (Espagne), Clément Hurel (France)

## Distribution
- John Wayne  (VF : Raymond Loyer) : lieutenant-colonel Kirby Yorke
- Maureen O'Hara (VF : Claire Guibert) : Kathleen Yorke
- Ben Johnson  (VF : Yves Furet) : cavalier Travis Tyree
- Claude Jarman Jr. (VF : Jacques Delvigne) : cavalier Jeff Yorke
- Harry Carey Jr.  (VF :  Roger Rudel) : cavalier Daniel Boone
- Victor McLaglen  (VF : Marcel Rainé) : sergent-major Quincannon
- Chill Wills  (VF : Jean Gournac) : Dr Wilkins
- J. Carrol Naish  (VF : Claude Péran) : général Philip Sheridan
- Grant Withers  (VF : Marcel Painvin) : marshall fédéral
- Peter Julien Ortiz  (VF : Jacques Beauchey) : capitaine St. Jacques
- Steve Pendleton  (VF : Michel Gudin) : capitaine Prescott
- Karolyn Grimes (en) : Margaret Mary
- Alberto Morin  (VF : Jean-Henri Chambois) : lieutenant
- Stan Jones : sergent
- Fred Kennedy : Heinze
- Chuck Roberson : officier

Cascades
Chuck Roberson, Jack N. Young

## Chansons du film
interprétées par Sons of the Pioneers (en) (Ken Curtis, Hugh Farr, Karl Farr, Lloyd Perryman, Shug Fisher (en), Tommy Doss)
- My Gal Is Purple, Footsore Cavalry et Yellow Stripes : paroles et musique de Stan Jones
- Aha, San Antone : paroles et musique de Dale Evans
- Cattle Call : paroles et musique de Tex Owens
- I'll Take You Home Again Kathleen : paroles et musique de Thomas P. Westendorf
- Down By the Glen Side : paroles et musique de Peader Kearney et P. J. Ryan
- You're in the Army Now : paroles de Tell Taylor et Ole Olsen, musique d'Isham Jones
- (Fifteen Mile on the) Erie Canal : paroles et musique de Thomas S. Allen

## Autour du film

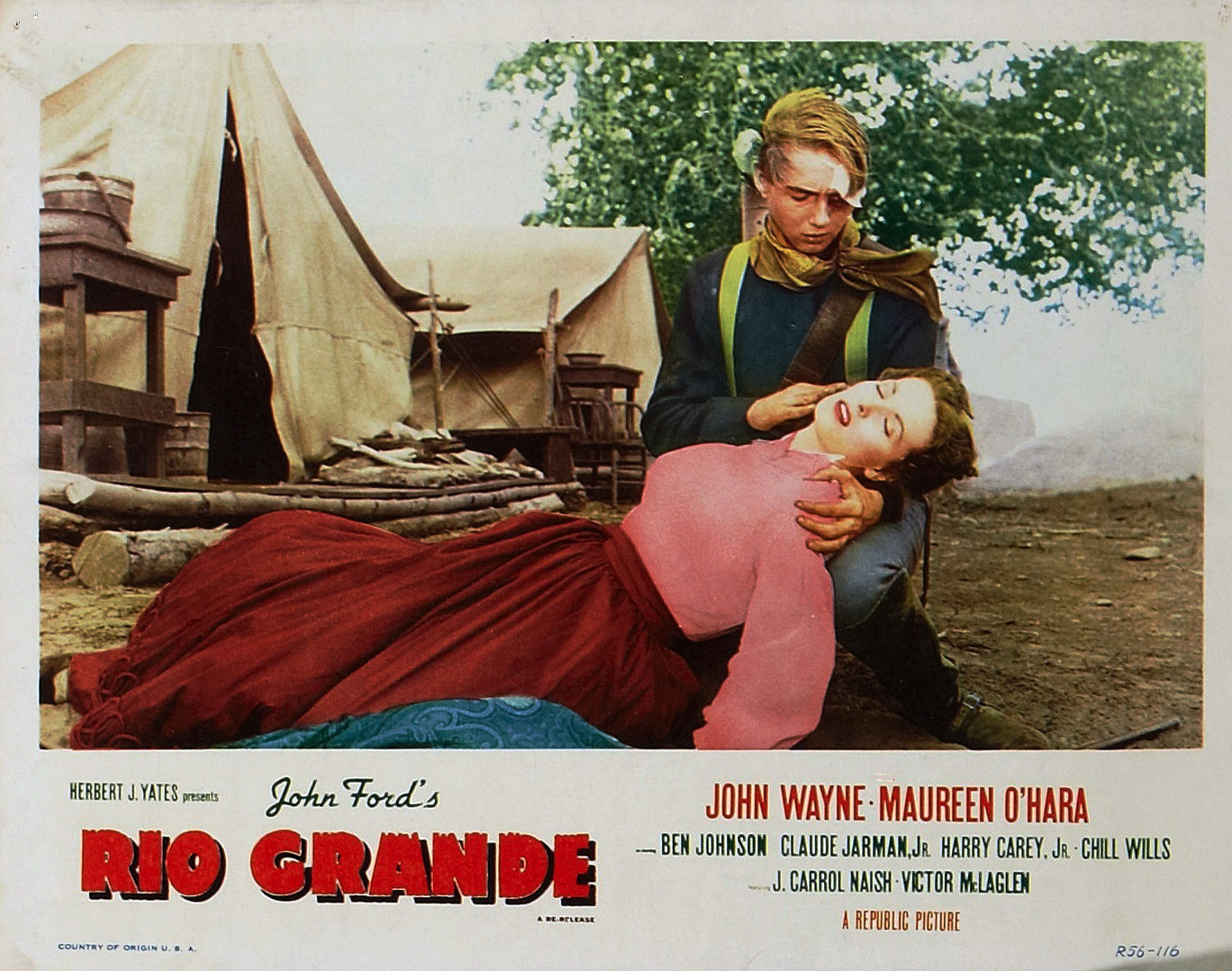
Carte promotionnelle du film.

- John Wayne incarne déjà le personnage de Kirby York dans le film Le Massacre de Fort Apache (où il a alors le grade de capitaine).
- Rio Grande est le premier film mettant en scène John Wayne face à Maureen O'Hara. Ils se retrouveront ensemble dans L'Homme tranquille, L'aigle vole au soleil, Le Grand McLintock et Big Jake.
- Dans un article du Los Angeles Times du 17 décembre 1995[1], Maureen O'Hara raconte : « Yates read the script and said: 'This is a silly, little Irish story and it will never make a penny, but if the same director and the same producer [Merian C. Cooper] make me a film with the same actors--a western to make up the money you are going to lose on this story--I will finance it ».
« Yates a lu le script [de L'Homme tranquille] et a dit : 'C'est une petite histoire irlandaise ridicule et cela ne rapportera pas un sou, mais si le même réalisateur et le même producteur (Merian C. Cooper) me font un film avec les mêmes acteurs — un western pour gagner l'argent que vous allez perdre avec cette histoire — je le financerai. ».
- Le film est tourné dans le décor, cher à John Ford, de Monument Valley (Utah), alors que le régiment de Kirby Yorke est censé être basé au Texas près du Rio Grande.

## Titre du film
Le río Grande, côté américain, est nommé río Bravo côté mexicain. Fleuve long de 3.060 km qui prend sa source dans le Colorado et qui se jette dans le golfe du Mexique.  Il sert de frontière naturelle entre le Mexique et les États-Unis sur 2.018 km. John Ford tourne Rio Grande en 1950 avec John Wayne et Maureen O'Hara, et Howard Hawks tourne Rio Bravo en 1958 avec John Wayne et Dean Martin.  En 1959 Robert Parrish tourne L'Aventurier du Rio Grande (The Wonderful Country) avec Robert Mitchum et Julie London.